# NGC 1427
NGC 1427 (również PGC 13609) – galaktyka eliptyczna (E), znajdująca się w gwiazdozbiorze Pieca. Została odkryta 28 listopada 1837 roku przez Johna Herschela. W tym rejonie nieba znajduje się także nieregularna NGC 1427A, obie te galaktyki należą do gromady w Piecu.